# Рудник Леді-Баунтіфул
Рудник Леді-Баунтіфул – гірничодобувний майданчик на заході Австралії, одна з копалень на рудному полі Блек-Флег.
Перший етап розробки рудного покладу Леді-Баунтіфул, що знаходиться в центральній частині поля Блек-Флаг, почався ще в 1896 році. Роботи вели підземним способом, а золото з руди вилучали як на запущеній в 1897-му амальгамаційній фабриці, так і з використанням технології цианування. Також відомо, що за перші 1,5 роки повноцінної розробки рудник видав 2,6 тисячі тонн руди, що дало змогу отримати 100 кілограмів золота. Втім, станом на 1900 рік копальня вже була зупинена, хоча є відомості про роботи старательским методом, що тривали до 1909-го.
В першій половині 1980-х років компанія Consolidated Exploration NL (ConsEx) провела на Леді-Баунтіфул розвідку, після чого в 1984-му 50% проекту (а разом з цим і право управління) викупила за 1 млн доларів велика гірничодобувна компанія Western Mining Corporation (WMC), що діяла через дочірню структуру Great Boulder Holdings Ltd.
Станом на 1987 рік запаси покладів Леді-Баунтіфул та Леді-Баунтіфул-Екстендед визначали як 2,3 млн тонн руди та майже 10 тонн золота. Втім, це мало бути лише частиною великого проекту Маунт-Плезант (Mount Pleasant), від якого очікували продуктивності біля 2 тонн золота на рік протягом 10 – 15 років. З огляду на це, ConsEx спираючись на кредитні кошти кошти викупила в середині 1987-го частку WMC за 100 млн доларів готівкою (плюс акції ConsEx на таку ж суму).
Розробка Леді-Баунтіфул велась відкритим способом у 1985 – 1988 роках, після чого в 1988-му перейшли до підземних робіт за допомогою транспортного ухилу. На етапі дослідно-промислової розробки копальня в другій половині 1986-го отримала фабрику з вилучення золота продуктивністю 0,1 млн тонн руди на рік, проте в 1987-му її замінили на більшу потужну з показником у 0,35 млн тонн на рік. Втім, фактичні запаси виявились значно меншими ніж очікувалось і вже у 1992-му роботи припинились. Є відомості, що загальний видобуток склав 5,9 тонни золота.
ConsEx понесла на проекті Маунт-Плезант збитки у 200 млн доларів та подала судилась з WMC та  інвестиційною компанією Ord Minnett Ltd, яка супроводжувала описане вище придбання. У підсумку в 1993-му сторони уклали мирову угоду, за якою WMC та Ord Minnett виплатили по 10 млн доларів США (також були анульовані акції ConsEx, якими володіла WMC).
Станом на 2014 рік Леді-Баунтіфул та Леді-Баунтіфул-Екстендед належали компанії Norton Gold Fields (також є власником розташованого на тому ж рудному полі рудника Гомстед-Туарт), яка оцінювала їх запаси у 0,82 млн тонн руди та 1,4 тонни золота (плюс ресурси у 1,84 млн тонн руди та 3,2 тонни золота).